# Roberts (Idaho)
Roberts è una città degli Stati Uniti d'America, situata nello Stato dell'Idaho, nella Contea di Jefferson.